# Воєнно-промисловий комітет
Воєнно-промислові комітети (ВПК) — громадські організації, утворені в Російській імперії під час Першої світової війни (травень 1915) з метою мобілізації промисловості для військових потреб. Через ВПК проходив розподіл військових замовлень. До них входили промисловці, фінансисти, представники технічної інтелігенції, ліберальних громадських організацій, політичних партій. Головою центрального ВПК був лідер партії октябристів Олександр Гучков.

## В Україні
В Україні діяли 4 обласних воєнно-промислових комітети: Київський, Харківський, Катеринославський, Одеський та кілька десятків місцевих.

## Діяльність
Разом з економічною діяльністю ВПК дбали й про політичні цілі. Російська буржуазія, позбавлена в умовах самодержавства можливості брати безпосередню участь в управлінні країною, вимагала створення «міністерства довіри», тобто призначення міністрів, на яких вона могла б мати вплив. Проти цього заперечував царський уряд.
Указом від 27 липня 1915 року діяльність ВПК була обмежена лише посередницькими функціями між державою і приватними підприємствами при виконанні військових замовлень.
У 1916 році існувало 239 обласних та місцевих ВПК.
Після Лютневої революції 1917 лідери ВПК прийшли до владних структур, О.Гучков став міністром Тимчасового уряду.
За радянської влади «Вища Рада Народного Господарства» встановила контроль над діяльністю комітетів. У березні — липні 1918 року вони були розпущені.
В Україні ліквідація ВПК відбулася за рішенням «Тимчасового Робітничо-Селянського Уряду України» в січні 1919.